# Falco fasciinucha
Falco fasciinucha là một loài chim trong họ Falconidae.